# Stefanie Jegelka
Stefanie Sabrina Jegelka (* 1981) ist eine deutsche Informatikerin und Hochschullehrerin. Sie ist Alexander-von-Humboldt-Professorin für Foundations of Deep Neural Networks an der Technischen Universität München und erforscht künstliche neuronale Netze, die Graphen verarbeiten.

## Leben und Werk
Jegelka studierte nach dem Abschluss am Moerike-Gymnasium Esslingen Bioinformatik an der Universität Tübingen. Sie erhielt dort 2007 ihr Diplom in Bioinformatik. Während ihres Studiums forschte sie als Praktikantin unter anderen in Computational Neuroscience an der Georgetown University. Sie forschte dann bis 2012 am Max Planck Institute for Biological Cybernetics. 2012 promovierte sie bei Andreas Krause an der ETH Zürich mit der Dissertation: Combinatorial Problems with Submodular Coupling in Machine Learning and Computer Vision.
Anschließend war sie bis 2014 Postdoc im Department of Electrical Engineering and Computer Science der University of California, Berkeley. Nach vier Jahren Lehr- und Forschungstätigkeit als Assistenzprofessorin im Department of Electrical Engineering and Computer Science des Massachusetts Institute of Technology, Cambridge wurde sie 2019 auf das X-Consortium Career Development Associate Professorship am gleichen Department berufen. 2023 wurde sie Alexander von Humboldt Professorin am Department of Computer Science der Technischen Universität München.
Jegelka ist mit dem Informatiker Suvrit Sra verheiratet.

## Forschung
Ihre Forschung befasst sich mit algorithmischem maschinellem Lernen und umfasst Modellierung, Optimierungsalgorithmen, Theorie und Anwendungen. Insbesondere arbeitet sie an der Nutzung mathematischer Strukturen für diskrete und kombinatorische maschinelle Lernprobleme, an der Robustheit und an der Skalierung von Algorithmen des maschinellen Lernens. Am 6. Juli 2025 betrug ihr h-Index bei Google Scholar 53.

## Auszeichnungen und Ehrungen (Auswahl)
- 2008: Google Anita Borg Europe Fellowship
- 2015: German Pattern Recognition Award (Für ihre Arbeit zur Submodularität wurde Jegelka als erste Frau mit dem Deutschen Mustererkennungspreis ausgezeichnet)[9]
- 2016: Google Faculty Research Award
- 2016: NSF CAREER Award
- 2017: Adobe Research Award
- 2017: Joseph A Martore Award
- 2018: Sloan Research Fellowship
- 2020:Two Sigma Faculty Research Award
- 2021: Google Faculty Research Award[10]
- 2021: Alexander von Humboldt Professorship
- 2022: Invited Sectional Lecture, International Congress of Mathematician (ICM)[11]